# Mount Stump
Mount Stump är ett berg i Antarktis. Det ligger i den centrala delen av kontinenten. Nya Zeeland gör anspråk på området. Toppen på Mount Stump är 2 490 meter över havet.
Terrängen runt Mount Stump är huvudsakligen lite bergig. Trakten är obefolkad. Det finns inga samhällen i närheten.